# Livro de Linhagens do Conde D. Pedro
O Livro de Linhagens do conde D. Pedro, também chamado Terceiro Livro de Linhagens, é um livro de linhagens escrito na Idade Média cerca de 1344 por Pedro Afonso, conde de Barcelos. O livro é considerado o mais importante dos nobiliários medievais e um marco na literatura portuguesa.